# テンペスト (2010年の映画)
『テンペスト』（原題：The Tempest）は、2010年のアメリカ合衆国のファンタジー映画。ウィリアム・シェイクスピアの戯曲『テンペスト』を原作としている。

## ストーリー
ミラノ公国の公爵の死去の後、遺言によりプロスペラが女公爵として継承する。しかし実の弟が権力欲しさにナポリにミラノを配下にする約束をし、プロスペラを孤島に幽閉、自らがミラノ公爵となり国を衰退させる。
幽閉されたプロスペラは、かねてより研究していた魔術により、ナポリの王と王子、王の弟、自身の弟が乗る船を孤島へ導くことに成功する。プロスペラは自分の産んだ娘がナポリの王子と自然な恋愛をし、婚約することを望む。が、自身を陥れた弟とナポリ王、ナポリ王の弟の存在を許し難く思っていた。そこで王子と3人にそれぞれの試練を与え、娘にあるいはミラノやナポリの国に対しての反省を促すことにする。
当初、3人に対してプロスペラは容赦しない気持ちであったが、自身のしもべの妖精の言葉を受け、荒々しい心のまま、人を許せない自分のままではいけないと感じ入り、3人が反省すれば許すようになる。
そして、試練のさなかにナポリ王は、自身の弟と、ミラノ公爵であるプロスペラの弟が反逆をもくろんでいることを、妖精から夢の中で知らされる。
それらを見せた上で、プロスペラは3人の前に姿を現し、娘との婚約とミラノ公国の返還を約束させ、自らの復讐に幕を閉じる。

## キャスト
- プロスペラ（ミラノの元女公爵）：ヘレン・ミレン
- ミランダ（プロスペラの娘）：フェリシティ・ジョーンズ
- キャリバン（プロスペラーの奴隷・悪魔が孕ませた半人）：ジャイモン・フンスー
- トリンキュロー（酒飲み）：ラッセル・ブランド
- ファーディナンド（ナポリの王子）：リーヴ・カーニー
- ゴンザロ（ナポリの高潔な官僚）：トム・コンティ
- アントーニオ（ミラノの公爵）：クリス・クーパー
- セバスティアン：アラン・カミング
- ステファーノ：アルフレッド・モリーナ
- アリエル（妖精）：ベン・ウィショー
- アロンゾ（ナポリの国王）：デヴィッド・ストラザーン